# Vpadna ravnina
Vpadna ravnina je pojem, ki se uporablja v optiki. Kadar svetloba (elektromagnetno valovanje) pade na poljubno (mejno) površino (npr. ravnino med dvema sredstvoma), je to ravnina, ki jo določa vpadni žarek in pravokotnica na to ravnino.